# Alle eendjes zwemmen in het water

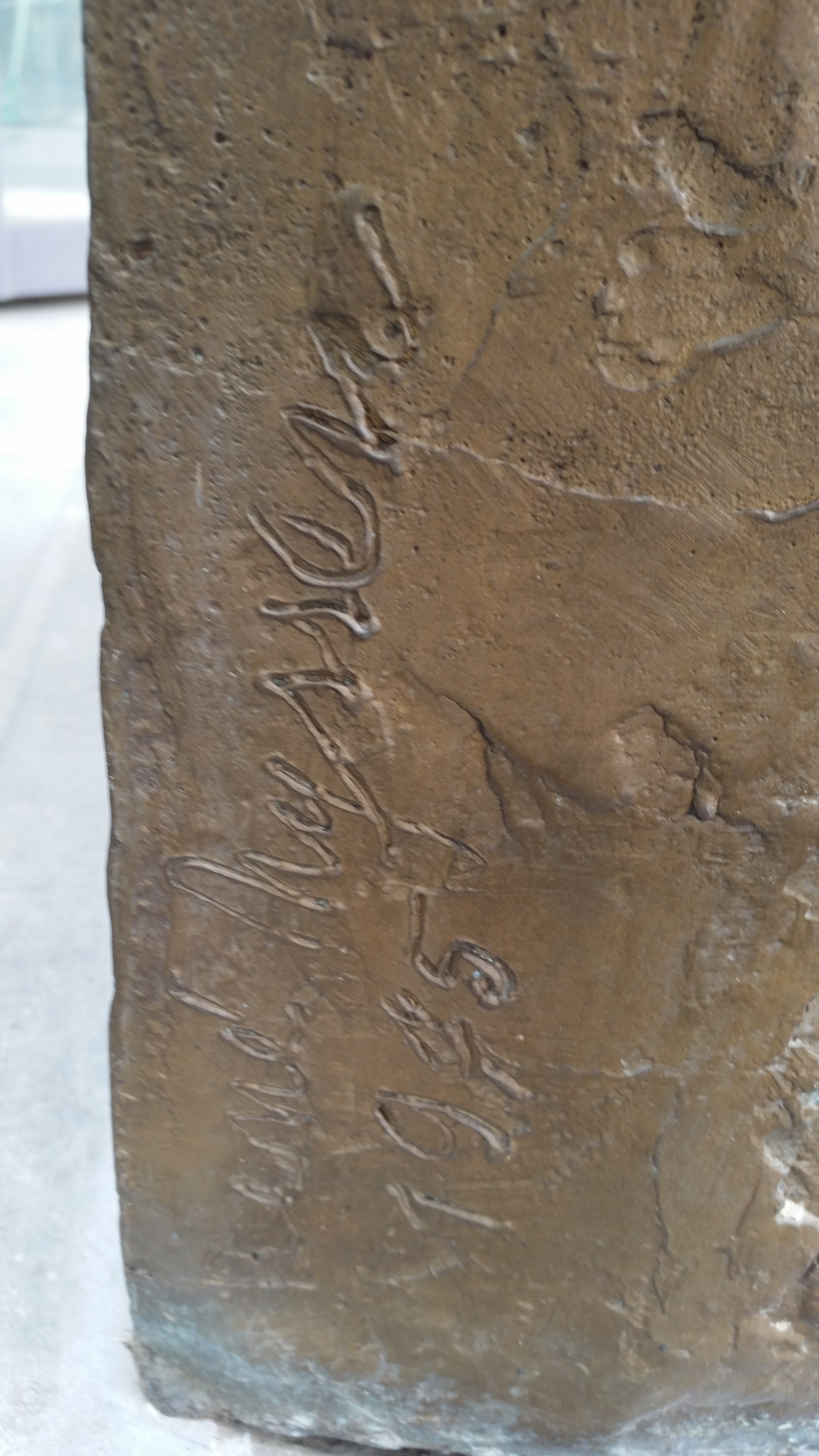
Ondertekening/datering (juli 2020)

Alle eendjes zwemmen in het water is een artistiek kunstwerk in Amsterdam-Centrum.

Het is een creatie van kunstenaar René Nijssen  uit 1975 aldus de ondertekening op het beeld. Nijssen had toen net abstract-expressionisme ingeruild voor een meer figuratieve stijl.  Het bronzen beeld, voorstellende twee watertrappende kinderen, werd vermoedelijk geplaatst naar aanleiding van de vernieuwing van het Marnixbad, gereed in 1974. Het beeld staat bij de hoofdingang aan de Marnixstraat. Op het front is de tekst gekrast: 
Alle eendjes
zwemmen in
het water
falderal
deriere.